# Занде језик
Занде језик (Pazande) је језик из породице убангијских језика. Њиме се служи око 1.200.000 становника етничке групе Азанде у Јужном Судану, Централноафричкој Републици и ДР Конгу.